# Eliminatórias da Copa do Mundo ConIFA de 2016
As Eliminatórias para a Copa do Mundo ConIFA de 2016 foi um processo de decisão dos competidores da Copa do Mundo ConIFA de 2016. A primeira partida foi disputada no dia 30 de maio de 2015 entre Alta Hungria contra Alderney, o primeiro gol foi marcado por Zoltán Novotar da Alta Hungria.

## ConIFA
A ConIFA foi fundada em junho de 2013 e representa as seleções de futebol que não são elegíveis ou não são escolhidas para ingressar na FIFA.  Um ano após sua fundação, realizou sua primeira competição, a Copa do Mundo ConIFA de 2014, na Suécia, onde 12 seleções foram convidadas a participar. Com o sucesso do evento, foi decidido torná-lo bianual, com competições continentais entre cada edição. A primeira delas foi a Copa Europeia ConIFA de 2015.
Durante o planejamento da Copa Europeia, a ConIFA decidiu que, além de coroar o primeiro campeão europeu, a competição serviria como eliminatória para a Copa ConIFA de 2016. Os três primeiros classificados garantiriam vaga na Copa do Mundo. A Copa Europeia contou com a participação de seis seleções, incluindo os campeões atuais, Condado de Nice, e a vice-campeã Ilha de Man. No entanto, o número de participantes diminuiu devido a desistências antes do início do torneio.
Paralelamente, a Ellan Vannin havia planejado jogos amistosos contra Alderney para os dias 30 e 31 de maio de 2015. No entanto, esses jogos foram cancelados e substituídos por um torneio chamado Copa Niamh Challenge, que contou com Ellan Vannin, Alderney, Felvidék e Panjabe. A ConIFA anunciou oficialmente que sancionaria a competição, e o vencedor estaria automaticamente classificado para a Copa ConIFA de 2016.
Outro torneio realizado foi a Copa Benedikt Fontana, na Suíça, organizada pela Fussballauswahl Raetia. A competição aconteceu em paralelo à Copa Europeia em junho de 2015, com três participantes, incluindo os anfitriões, a Récia, Alta Hungria e o Arquipélago de Chagos. A ConIFA também anunciou que essa competição faria parte das eliminatórias para a Copa do Mundo ConIFA, e o vencedor estaria classificado..
Além do processo de qualificação, a ConIFA anunciou em maio de 2015 que havia feito um acordo com a associação de futebol que representa os Aimarás, para que sua equipe fosse a primeira seleção sul-americana a disputar a Copa do Mundo. Em 7 de junho, a ConIFA anunciou que a Abecásia havia sido selecionada para ser a sede da Copa do Mundo ConIFA de 2016.
No entanto, em dezembro de 2015, seguindo o conselho do Foreign and Commonwealth Office devido a preocupações de segurança relacionadas a viagens para a Abecásia, a Aliança de Futebol Independente de Manx anunciou que a seleção de Ellan Vannin se retiraria da Copa do Mundo e, em vez disso, participaria do Campeonato Europeu de Minorias de 2016 no Tirol do Sul, Itália.

## Equipes Classificadas
| Equipe          | Metodo de classificação                 | Data de classificação | Aparições anteriores | Melhor performance  | Notas                                                                     |
| --------------- | --------------------------------------- | --------------------- | -------------------- | ------------------- | ------------------------------------------------------------------------- |
| Aimarás         | Convidado                               | 13 de maio de 2015    | Estreante            | N/A                 | Subsequentemente desistiu da competição                                   |
| Ilha de Man     | Campeão da Copa Niamh Challenge         | 31 de maio de 2015    | 2014                 | Vice-campeão (2014) | Subsequentemente desistiu da competição                                   |
| Padânia         | Campeão da Copa Europeia da ConIFA      | 21 de junho de 2015   | 2014                 | Quinto lugar (2014) | Inicialmente excluída da competição, porem subsequentemente foi convidada |
| Condado de Nice | Vice-campeão da Copa Europeia da ConIFA | 21 de junho de 2015   | 2014                 | Campeã (2014)       | Subsequentemente desistiu da competição                                   |
| Abecásia        | Pais-sede                               | 7 de julho de 2015    | 2014                 | Oitavo lugar (2014) |                                                                           |
| Récia           | Campeã da Copa Benedikt Fontana         | 6 de setembro de 2015 | N/A                  | Estreante           |                                                                           |

## Eliminatórias
Nas eliminatórias, a Ilha de Man e a Alta Hungria tiveram duas oportunidades de se classificar: na Copa Niamh Challenge e na Copa Europeia da ConIFA.

### Copa Niamh Challenge
A Copa Niamh Challenge foi um torneio disputado entre quatro equipes, em formato de mata-mata, durante dois dias. O vencedor da competição se classificaria para a Copa do Mundo.
| 30 de maio de 2015 Semifinal | Alderney          | 1 - 2 | Alta Hungria                            | Douglas, Ilha de Man |  |
| 11:30 (BST)                  | Josh Concanen 60' |       | Zoltan Novatar 40' · Attila Dalonky 61' | Estádio: The Bowl    |  |

| 30 de maio de 2015 Semifinal | Ilha de Man | 8 - 1 | Panjabe | Douglas, Ilha de Man                    |  |
| 15:00 (BST)                  | Sean Quaye 11' 37' · Ciaran McNulty 15' · Conor Doyle 44' · Frank Jones 50' 55' · Furo Davies 67' · Liam Doyle 75' |       | ? 28'   | Estádio: The Bowl Árbitro: Andrew Lodge |  |

| 31 de maio de 2015 Amistoso | Panjabe | 9 - 1 | Alderney    | Douglas, Ilha de Man |  |
|                             | Gol marcado · Gol marcado · Gol marcado · Gol marcado · Gol marcado · Gol marcado · Gol marcado · Gol marcado · Gol marcado |       | Gol marcado | Estádio: The Bowl    |  |

| 31 de maio de 2015 Final | Alta Hungria       | 1 - 3 | Ilha de Man                                          | Douglas, Ilha de Man |  |
| 17:30 (BST)              | Attila Dálnoky 72' |       | Ciaran McNulty 20' · Sam Caine 25' · Conor Doyle 88' | Estádio: The Bowl    |  |

### Copa Europeia ConIFA de 2015
A Copa Europeia ConIFA de 2015 contou com a participação de seis equipes, divididas em dois grupos de três equipes na primeira fase. Os dois primeiros de cada grupo avançavam para as semifinais. Além disso, os três primeiros colocados se classificavam automaticamente para a Copa do Mundo ConIFA.
| Legenda | Legenda                             |
| ------- | ----------------------------------- |
|         | Equipes classificadas as semifinais |

| Equipe          | Pts. | J | V | E | D | GM | GS | SG |
| --------------- | ---- | - | - | - | - | -- | -- | -- |
| Condado de Nice | 6    | 2 | 2 | 0 | 0 | 7  | 3  | +4 |
| Alta Hungria    | 3    | 2 | 1 | 0 | 1 | 4  | 5  | -1 |
| País Sículo     | 0    | 2 | 0 | 0 | 2 | 3  | 6  | -3 |

| Equipe      | Pts. | J | V | E | D | GM | GS | SG |
| ----------- | ---- | - | - | - | - | -- | -- | -- |
| Padânia     | 6    | 2 | 2 | 0 | 0 | 4  | 2  | +2 |
| Ilha de Man | 3    | 2 | 1 | 0 | 1 | 3  | 2  | +1 |
| Ciganos     | 0    | 2 | 0 | 0 | 2 | 3  | 6  | -3 |

| 20 de junho de 2015 Semifinais | Condado de Nice                   | 3 - 1 | Ilha de Man | Debrecen, Hungria              |  |
| 15:00 (CEST)                   | Franck Delerue · Floridi · Girand |       | Jones       | Estádio: Stadion Oláh Gábor Út |  |

| 20 de junho de 2015 Semifinais | Padânia                                            | 5 - 0 | Alta Hungria | Debrecen, Hungria              |  |
| 18:00 (CEST)                   | Matteo Prandelli · Mazzotti · De Peralta · Baruwah |       |              | Estádio: Stadion Oláh Gábor Út |  |

| 21 de junho de 2015 Decisão do Terceiro Lugar | Ilha de Man | 1 - 1 | Alta Hungria | Debrecen, Hungria              |  |
| 13:00 (CEST)                                  | Bass        |       | Magyar       | Estádio: Stadion Oláh Gábor Út |  |

| 21 de junho de 2015 Final | Condado de Nice | 1 - 4 | Padânia                                    | Debrecen, Hungria              |  |
| 16:00 (CEST)              | Franck Delerue  |       | Tignonsini · De Peralta · Matteo Prandelli | Estádio: Stadion Oláh Hábor Út |  |

### Copa Benedikt Fontana
A Copa Benedikt Fontana foi planejada como um torneio de dois jogos, a ser realizado em dois dias, em junho de 2015, entre a Récia e o Arquipélago de Chagos. O vencedor estaria classificado para a Copa do Mundo. A competição foi originalmente planejada como um triangular entre a Récia, o Panjabe e o Felvidék. O Panjabe foi forçado a desistir em 2015 e foi substituído pelo Arquipélago de Chagos. Subsequentemente, o Felvidék também desistiu. Em junho de 2015, priorizando o evento, a competição foi adiada pela Federação da Récia. Com isso, o Arquipélago de Chagos acabou desistindo, e o torneio foi remarcado para agosto de 2015. A Federação da Récia anunciou que o torneio seria disputado em uma única partida contra a Franconia, em 6 de setembro, no sábado.
| 6 de setembro Final | Récia                                                                             | 6 - 0 | Franconia | Chur, Suíça                         |  |
| 13:00 (CET)         | Gol marcado · Gol marcado · Gol marcado · Gol marcado · Gol marcado · Gol marcado |       |           | Estádio: Fussballplätze Ringstrasse |  |